# Ejército Nacional de la República Bolivariana de Venezuela
L'Esercito Venezuelano (in spagnolo: Ejército Nacional de la República Bolivariana de Venezuela) è una delle sei forze armate del Venezuela. Esso ha la responsabilità delle operazioni militari terrestri contro le minacce esterne o interne che possono mettere a rischio la sovranità della nazione.

## Storia
L'esercito la più grande delle forze armate del Venezuela e il secondo in America Latina, che il 24 giugno 1821 ottenne una grande vittoria militare contro l'Impero spagnolo, che portò all'indipendenza della nazione. Successivamente ha contribuito all'indipendenza di Colombia, Ecuador, Panama, Perù e Bolivia.
L'esercito, come le altre forze armate, non ha una storia militare recente. Gli unici picchi corrispondono alle violente insurrezioni militari del 1958 e del 1992, che videro un breve ma intenso impiego dei ben equipaggiati reparti terrestri. E proprio dal fallito colpo di Stato di un quarto di secolo fa prese le mosse la parabola politica del Colonnello dei paracadutisti Hugo Chávez (1954-2013), poi alla guida del Paese dal 1999 fino alla sua prematura morte. Proprio con l'instaurazione del Chavismo, l’apparato militare, è strutturarsi negli ultimi anni a supporto del regime, anche grazie al rafforzamento delle componenti di sicurezza interna paramilitari e “volontarie”.

## Organizzazione
L’Esercito Regolare, basato sulla leva obbligatoria e su quadri professionali, pur coinvolto anch’esso nel mantenimento dell’ordine interno, è ovviamente strutturato per la difesa territoriale, e per combattere conflitti con eventuali vicini ostili.
Nel decennio tra il 2008 ed il 2017,l'apparato militare venezuelano è stato sottoposto a una profonda riorganizzazione (dopo il Plan de Reorganizadòn CARABOBO sviluppatosi tra il 1975 e il 1990), basata in parte su esigenze di controllo politico, in parte di efficientamento interforze. In quest’ottica, ai tradizionali vertici (Ministero della Difesa, Stato Maggiore, Ispettorato Generale) si è aggiunto nel 2005 il CEOFANB (Comando Estratégico Operacional de la Fuerza Armada Nacional Bolivariana), con compiti di direzione e coordinamento interforze, ma nato sulle ceneri di un precedente Comando unificato delle Forze Armate (CUFAN). Sempre in quest’ottica, nel 2008 sono nate le REDI, Regiones Estrategicas de Defensa Integral, 8 realtà che coprono altrettante porzioni territoriali (Centrale, Orientale, Occidentale, Guayana, Los LLanos, Andina, Marittima e insulare) e la capitale Caracas, quest’ultima attivata nel 2016. Un anno prima le REDI, che hanno anche funzioni di difesa civile supporto sociale, erano state a loro volta riorganizzate in zone operative, territoriali o marittime.
La struttura organizzativa dell’Esercito è caratterizzata da un Comando General (con sede a Caracas) composto da un articolato Stato Maggiore, su 6 direzioni generali e un Ispettorato; agli enti di vertice fanno poi capo anche 4 comandi autonomi: il Comando Terrestre de Operaciones, il Comando Logìstico (con i reggimenti 82°, 83°, 84° de Apoyo Logìstico, e il 6° Cuerpo de lngenìeros), il Comando de la Aviación del Ejército e il Comando de las Escuelas.
Il Comando Terrestre de Operaciones coordina a sua volta una struttura comprendente brigate di manovra e supporto, cui dal 2014 si sono aggiunti 7 centri di addestramento al combattimento. Dopo lo scioglimento dei 6 comandi di divisione, convertiti in comandi quadro di zona nell’ambito delle citate REDI, le pedine fondamentali sono costituite dalle brigate, come segue:
- 11ª Brigada Blindata (11 Brigada Blindada "Brigadier Pedro Ruiz Rondon") (Fuerte Mara - Zulia)[1]
- 12ª Brigata di Fanteria Caraibica (12 Brigada Caribe "General en Jefe Almidien Ramón Moreno Acosta") (Machiques - Zulia)[2]
- 13ª Brigata di Fanteria Motorizzata (13 Brigada de Infantería Motorizada) (Paraguaipoa - Zulia)[3]
- 14ª Brigata di Fanteria Meccanizzata (14 Brigada de Infantería Mecanizada) (Barquisimeto - Lara)[4]
- 21ª Brigata di Fanteria Motorizzata (21 Brigada de Infantería Motorizada) (San Cristóbal- Táchira)[3]
- 22ª Brigata di Fanteria da Montagna (22 Brigada de Infantería de Montaña) (Cuartel Pàez - Mérida[5]
- 25ª Brigata di Fanteria Meccanizzata (25 Brigada de Infantería Mecanizada "General de División Juan Manuel Valdes") (La Fria - Táchira)[4]
- 31ª Brigata di Fanteria Meccanizzata "(31 Brigada de Infantería Motorizada "General de Brigada Lucas Carvajal") (Tiuna - Caracas[6]
- 32ª Brigata di Fanteria Caraibica (32 Brigada de Caribes "General en Jefe José Antonio Páez") (Maturín - Monagas)[2]
- 35ª Brigata di Polizia Militare (35 Brigada de Policía Militar "Libertador José de San Martín") (Caracas)[7]
- 41ª Brigata Blindata (41 Brigada Blindada) (Naguanagua - Carabobo)[1]
- 42ª Brigata di Fanteria Paracadutista (42 Brigada de Infantería Paracaidista) (Maracay - Aragua)[8]
- 43ª Brigata di Artiglieria da Campagna (43 Brigada de Artillería de Campaña "Gran Mariscal del Ayacucho Antonio Jose de Sucre) (San Juan de los Morros - Guárico)[9]
- 51ª Brigata di Fanteria da Giungla (51 Brigada de Infantería de Selva) (Guasipati - Bolivar)[10]
- 52ª Brigata di Fanteria da Giungla (52 Brigada de Infantería de Selva) (Ayacucho - Amazonas)[10]
- 53ª Brigata di Fanteria da Giungla (53 Brigada de Infantería de Selva "Generalísimo Francisco de Miranda") (Caicara del Orinoco - Bolivar)[10]
- 61ª Brigata del Genio Costruzioni e Manutenzione (61 Brigada de Ingenieros de Construcción y Mantenimiento)[11]
- 62ª Brigata del Genio Pionieri (62 Brigada de Ingenieros de Combate)[11]
- 63ª Brigata del Genio Costruzioni e manutenzione (63 Brigada de Ingenieros de Construcción y Mantenimiento)[11]
- 64ª Brigata del Genio Ferroviario (Brigada de Ingenieros Ferroviarios)[11]
- 91ª Brigata di Cavalleria e Ippomobile (91 Brigada de Caballería e Hipomovil "General de Brigada Pedro Pérez Delgado") (Fuerte Mantecal - Apure[12]
- 92ª Brigata di Fanteria Caraibica (93 Brigada de Caribes) (Guasdualito - Apure)[13]
- 93ª Brigata di Fanteria Caraibica (93 Brigada de Caribes "General de Brigada Ezequiel Zamora") (Barinas)[14]
- 99ª Brigata di Forze Speciali (99 Brigada de Fuerzas Especiales)[15]

Nato da una prima sezione attivata nel 1970, il Comando de la Aviación del Ejército (forte di 2.500 effettivi), interessato da un programma di ammodernamento decennale avviato nel 2007, ha il proprio quartier generale nella base di San Felipe, dove si trovano anche l'Escuela de la Aviación del Ejército (CAVEAV), con un mix di velivoli ad ala fissa e rotante addestrativi, e il 711° Batallón de Helicópteros, che comprende mezzi da trasporto, utility e d'attacco. Nella nuova base di Barinas, attivata nel 2011 per accogliere gli elicotteri d’attacco Mi-35, si trova il 716° Batallòn de Helicòpteros Multipropòsitos, mentre a Valle de la Pasqua si trovano il 712° Batallòn de Aviones, con mezzi ad ala fissa, e un distaccamento del 711°. Presso l’aeroporto di Caracas, infine, si trovano 2 basi: Charavalle, che comprende il 713° Batallón Especial de Reconocimiento, cui vengono assegnati mezzi alla bisogna, e il 714° manutentivo. La base di La Carlota, invece, ospita distaccamenti dei battaglioni 711° e 712°, più i servizi logistici, presenti anche nella base di Acarigua, sede del Centro de Mantenimiento y Reparación de Helicòpteros Multipropòsitos, che si occupa solo degli elicotteri russi, in collaborazione con il CAVIM.
Della componente terrestre fanno anche parte alcune realtà paramilitari. La Guardia Nacional, i cui quadri sono forniti dall‘Esercito, conta ormai quasi 100.000 effettivi, ed è stata anch’essa oggetto di una recente riorganizzazione, che nel 2014 ha creato 24 Comandi di Zona, inquadrati non più nei precedenti 9 Comandi Regionali (CORE), ma nelle nuove REDI. La Guardia Nacional incorpora una componente aerea, una navale e reparti speciali, come l’Unidad Especial de Seguridad y Protecciòn de la Faja Petrolifera del Orinoco (attivato nel 2016 a protezione degli impianti petroliferi) e SOF. Nel 2009 è poi stata creata la Milicia Nacional Bolivariana, una vera e propria struttura paramilitare a difesa più che del Paese, del regime chavista, con un comandante e quadri sempre forniti dalle forze regolari, e formata da volontari e riservisti tra i 17 e i 60 anni. I numeri sono incerti: ma i 99 battaglioni territoriali della Milizia sarebbero alimentati da mezzo milione di effettivi armati come fanteria leggera, sebbene siano disponibili anche veicoli blindati e armi pesanti più datate, e sia stata ipotizzata la trasformazione di alcune unità in pedine corazzate, con carri leggeri cinesi Type-63 A, o addirittura T-72 russi. 
L'equipaggiamento riflette l’andamento organizzativo dell’Esercito Venezuelano.

## Gradi

### Ufficiali
| Ufficiali Subalterni | Ufficiali Subalterni | Ufficiali Subalterni | Ufficiali Superiori | Ufficiali Superiori | Ufficiali Superiori | Ufficiali Generali | Ufficiali Generali  | Ufficiali Generali | Ufficiali Generali |
| -------------------- | -------------------- | -------------------- | ------------------- | ------------------- | ------------------- | ------------------ | ------------------- | ------------------ | ------------------ |
| Teniente-            | Primer-Teniente      | Capitan-             | Mayor-              | Teniente-Coronel    | Coronel-            | General-de-Brigada | General-Divicion    | Mayor-General      | General-en-Jefe    |
| Teniente             | Primer Teniente      | Capitán              | Mayor               | Teniente Coronel    | Coronel             | General de Brigada | General de División | Mayor General      | General en Jefe    |
| TTE.                 | 1ER TTE.             | CAP.                 | MAY.                | TCNEL.              | CNEL.               | G/B                | G/D                 | M/G                | G/J                |
| OF-1                 | OF-1                 | OF-2                 | OF-3                | OF-4                | OF-5                | OF-6               | OF-7                | OF-8               | OF-9               |

### Sottufficiali
| Sargento-2do     | Sargento-1ro     | Sargento-Mayor3ra         | Sargento-Mayor2da         | Sargento-Mayor1ra         | Sargento-Ayudante | Sargento-Supervisor |
| Sargento Segundo | Sargento Primero | Sargento Mayor de Tercera | Sargento Mayor de Segunda | Sargento Mayor de Primera | Sargento Ayudante | Sargento Supervisor |
| S2do             | S1ra             | SM3ra                     | SM2da                     | SM1ra                     | SA                | SS                  |

### Graduati e truppa
| Nessun distintivo | Soldado-Distinguido | Cabo-2do     | Cabo-1ro     |
| Soldado Raso      | Distinguido         | Cabo Segundo | Cabo Primero |

## Equipaggiamento

### Armi individuali
| Modello                | Immagine | Tipo                                       | Calibro                                                               | Origine           | Note                                       |
| Pistole                | Pistole  | Pistole                                    | Pistole                                                               | Pistole           | Pistole                                    |
| ---------------------- | -------- | ------------------------------------------ | --------------------------------------------------------------------- | ----------------- | ------------------------------------------ |
| Browning HP            |          | Pistola semiautomatica                     | 9 × 19 mm Parabellum                                                  | Belgio            |                                            |
| Beretta 92FS           |          | Pistola semiautomatica                     | 9 × 19 mm Parabellum                                                  | Italia            | [ 16 ]                                     |
| Glock 17               |          | Pistola semiautomatica                     | 9 × 19 mm Parabellum                                                  | Austria           |                                            |
| SIG Sauer P226         |          | Pistola semiautomatica                     | 9 × 19 mm Parabellum                                                  | Germania Svizzera | In servizio limitato nelle forze speciali. |
| Fucili a canna liscia  |          |                                            |                                                                       |                   |                                            |
| Mossberg 500           |          | Fucile a pompa                             | Calibro 12                                                            | Stati Uniti       | [ 17 ]                                     |
| Soberana Calibre 12    |          | Fucile a pompa                             | Calibro 12                                                            | Venezuela         | [ 17 ]                                     |
| Pistole mitragliatrici |          |                                            |                                                                       |                   |                                            |
| Heckler & Koch MP5     |          | Pistola mitragliatrice                     | 9 × 19 mm Parabellum                                                  | Germania          |                                            |
| CS/LS6                 |          | Pistola mitragliatrice                     | 9 × 19 mm Parabellum                                                  | Cina              | In servizio nelle forze speciali.          |
| CS/LS7                 |          | Pistola mitragliatrice                     | 9 × 19 mm Parabellum                                                  | Cina              |                                            |
| FN P90                 |          | Personal Defense Weapon                    | FN 5,7 × 28 mm                                                        | Belgio            | In servizio nelle forze speciali.          |
| Fucili d'assalto       |          |                                            |                                                                       |                   |                                            |
| FN FNC                 |          | Fucile d'assalto                           | 5,56 × 45 mm NATO                                                     | Belgio            | [ 19 ]                                     |
| AK-103                 |          | Fucile d'assalto                           | 7,62 × 39 mm                                                          | Russia            | [ 20 ]                                     |
| FAMAS                  |          | Fucile d'assalto                           | 5,56 × 45 mm NATO                                                     | Francia           | In servizio nelle forze speciali.          |
| QBZ-97                 |          | Fucile d'assalto                           | 5,56 × 45 mm NATO                                                     | Cina              | In servizio nelle forze speciali.          |
| Fucili da battaglia    |          |                                            |                                                                       |                   |                                            |
| FN FAL                 |          | Fucile da battaglia                        | 7,62 × 51 mm NATO                                                     | Belgio            | [ 20 ]                                     |
| Mitragliatrici         |          |                                            |                                                                       |                   |                                            |
| FN Minimi              |          | Mitragliatrice leggera                     | 5,56 × 45 mm NATO                                                     | Belgio            | [ 21 ]                                     |
| FN MAG                 |          | Mitragliatrice ad uso generale             | 7,62 × 51 mm NATO                                                     | Belgio            | [ 22 ]                                     |
| Browning M2            |          | Mitragliatrice pesante                     | 12,7 × 99 mm NATO                                                     | Stati Uniti       | [ 22 ]                                     |
| Fucili di precisione   |          |                                            |                                                                       |                   |                                            |
| M14                    |          | Fucile di precisione                       | 7,62 × 51 mm NATO                                                     | Stati Uniti       | [ 17 ]                                     |
| SVD Dragunov           |          | Fucile di precisione                       | 7,62 × 54 mm R                                                        | Russia            | [ 23 ]                                     |
| CAVIM Catatumbo        |          | Fucile di precisione Fucile anti-materiale | 7,62 × 39 mm 7,62 × 51 mm NATO 7,62 × 54 mm R 12,7 × 99 mm NATO 20 mm | Venezuela         |                                            |
| NBR13                  |          | Fucile anti-materiale                      | 12,7 × 99 mm NATO                                                     | Cina              | [ 24 ]                                     |
| Lanciagranate          |          |                                            |                                                                       |                   |                                            |
| Milkor MGL             |          | Lanciagranate                              | 40 mm                                                                 | Sudafrica         | [ 19 ]                                     |
| LG4                    |          | Lanciagranate                              | 40 mm                                                                 | Cina              |                                            |
| Mk 19                  |          | Lanciagranate automatico                   | 40 mm                                                                 | Stati Uniti       | [ 17 ]                                     |
| Armi anticarro         |          |                                            |                                                                       |                   |                                            |
| RPG-7                  |          | Lanciarazzi anticarro                      | 40 mm                                                                 | Unione Sovietica  | [ 25 ]                                     |
| AT4                    |          | Lanciarazzi anticarro                      | 84 mm                                                                 | Svezia            | [ 26 ]                                     |
| RShG-2                 |          | Lanciarazzi termobarico                    | 72,5 mm                                                               | Russia            | [ 24 ]                                     |
| Carl Gustav            |          | Cannone senza rinculo                      | 84 mm                                                                 | Svezia            | [ 21 ]                                     |

### Artiglieria
| Modello                | Immagine  | Calibro   | Origine          | In servizio | Note |
| Semoventi              | Semoventi | Semoventi | Semoventi        | Semoventi   | Semoventi                                                                                               |
| ---------------------- | --------- | --------- | ---------------- | ----------- | --- |
| AMX 155 mm AMF3        |           | 155 mm    | Francia          | 12          | |
| 2S19 Msta              |           | 152 mm    | Russia           | 48          | 48 esemplari, in parte di seconda mano, acquistati dalla Russia tra il 2011 ed il 2014.                 |
| Obici                  |           |           |                  |             | |
| OTO Melara 105 mm M56  |           | 105 mm    | Italia           | 40          | Acquistati nel 1973.                                                                                    |
| M101A1                 |           | 105 mm    | Stati Uniti      | 40          | Acquistati nel 1958. Ulteriori 12 sono stati acquistati da Cuba nel 2010.                               |
| M114A1                 |           | 155 mm    | Stati Uniti      | 12          | Acquistati nel 1963.                                                                                    |
| Cannoni senza rinculo  |           |           |                  |             | |
| 106 mm M40             |           | 106 mm    | Stati Uniti      | 175         | [ 22 ]                                                                                                  |
| Lanciarazzi multipli   |           |           |                  |             | |
| BM-21                  |           | 122 mm    | Russia           | 24          | 24 consegnati tra il 2011 ed il 2013.                                                                   |
| BM-30 Smerch           |           | 300 mm    | Russia           | 12          | 12 consegnati tra il 2011 ed il 2013.                                                                   |
| Mortai                 |           |           |                  |             | |
| M66 Cazador            |           | 60 mm     | Venezuela        |             | [ 28 ]                                                                                                  |
| Soltam B499            |           | 81 mm     | Israele          |             | [ 28 ]                                                                                                  |
| 2S12 Sani              |           | 120 mm    | Unione Sovietica | 24          | |
| AMX-13 PTT-PM          |           | 81 mm     | Francia          |             | [ 28 ]                                                                                                  |
| Dragoon 300 PM         |           | 81 mm     | Stati Uniti      | 21          | |
| 2S23 Nona-SVK          |           | 120 mm    | Russia           | 13          | In servizio a partire dal 2011.                                                                         |
| Artiglieria contraerea |           |           |                  |             | |
| 23 mm ZU-23            |           | 23 mm     | Russia           | ~200        | 300 complessi nella versione migliorata ZOM1-4 acquistati nel 2009 e consegnati tra il 2011 ed il 2014. |

### Veicoli
| Modello                                 | Immagine     | Tipo                          | Origine          | In servizio  | Note |
| Carri armati                            | Carri armati | Carri armati                  | Carri armati     | Carri armati | Carri armati |
| --------------------------------------- | ------------ | ----------------------------- | ---------------- | ------------ | --- |
| AMX-30VE                                |              | Carro armato da combattimento | Francia          | 81           | 82 AMX-30B acquistati nel 1971 e consegnati a partire dal 1972, ammodernati a AMX-30VE a partire dal 2014.                                                   |
| T-72M1M                                 |              | Carro armato da combattimento | Russia           | 92           | 92 T-72B1 acquistati di seconda mano dalla Russia nel 2009 e consegnati nel 2011-2013, aggiornati allo standard M1M.                                         |
| AMX-13                                  |              | Carro armato leggero          | Francia          | 31           | 40 AMX-13M51 con cannone da 75 mm acquistati dal 1954, sostituiti da 31 AMX-13 C90 acquistati di seconda mano dalla Francia nel 1989.                        |
| FV101 Scorpion                          |              | Carro armato leggero          | Regno Unito      | 78           | 78 acquistati nel 1988 e consegnati a partire dal 1992. |
| Veicoli da ricognizione                 |              |                               |                  |              | |
| Dragoon 300 LFV2                        |              | Veicolo da ricognizione       | Stati Uniti      | 42           | 42 Dragoon 300 con cannone Cockerill da 90 mm acquistati nel 1985 e ricevuti a partire dal 1987.                                                             |
| Cadillac Gage Commando                  |              | Veicolo da ricognizione       | Stati Uniti      | 79           | 130 tra V-100 e V-150 consegnati tra il 1969 ed il 1972. |
| Veicoli da combattimento della fanteria |              |                               |                  |              | |
| BMP-3                                   |              | IFV                           | Russia           | 123          | 123 acquistati nel 2009 e consegnati a partire dal 2011. |
| BTR-80A                                 |              | IFV                           | Russia           | 114          | 114 BTR-80A acquistati nel 2009 e consegnati tra il 2011 ed il 2014.                                                                                         |
| Veicoli trasporto truppe                |              |                               |                  |              | |
| AMX-13 VCI                              |              | APC                           | Francia          | 45           | 74 AMX VTT-VCI da trasporto truppa, di cui 6 portamortai, consegnati tra il 1974 ed il 1976. 25 APC, 12 posti di comando e 8 ambulanze in servizio nel 2023. |
| Transportpanzer 1 Fuchs                 |              | APC                           | Germania         | 10           | 10 acquistati nel 1983, ritirati dal servizio nel 2009 e reimmessi in servizio nel 2011.                                                                     |
| Dragoon 300                             |              | APC                           | Stati Uniti      | 36           | 59 acquistati nel 1985, di cui 25 APC, 21 portamortaio, 11 posti di comando e 2 veicoli da recupero, e ricevuti a partire dal 1987.                          |
| Veicoli per usi speciali                |              |                               |                  |              | |
| BREM-L                                  |              | Veicolo corazzato da recupero | Russia           |              | [ 41 ] |
| BREM-1                                  |              | Veicolo corazzato da recupero | Russia           |              | [ 42 ] |
| BREM-K                                  |              | Veicolo corazzato da recupero | Russia           |              | [ 42 ] |
| FV106 Samson                            |              | Veicolo corazzato da recupero | Regno Unito      |              | 4 acquistati nel 1988. |
| AMX-30D                                 |              | Veicolo corazzato da recupero | Francia          | 3            | 4 acquistati nel 1971 e consegnati a partire dal 1972. |
| Dragoon 300 RV                          |              | Veicolo corazzato da recupero | Stati Uniti      | 2            | 2 acquistati nel 1987. |
| Leguan MLC 80                           |              | Veicolo gettaponte            | Germania         |              | 10 acquistati alla fine degli anni '80. |
| FV104 Samaritan                         |              | Ambulanza                     | Regno Unito      |              | 4 o 6 acquistati nel 1988. |
| FV105 Sultan                            |              | Veicolo di comando            | Regno Unito      |              | 2 acquistati nel 1988. |
| Veicoli utility                         |              |                               |                  |              | |
| Tiuna                                   |              | Veicolo tattico               | Venezuela        |              | [ 45 ] |
| Steyr-Puch Pinzgauer                    |              | Veicolo multiruolo            | Austria          |              | [ 46 ] |
| Iveco VM 90                             |              | Veicolo multiruolo            | Italia Cina      |              | Acquistati negli anni '80. Alcuni acquistati da Saic-Iveco Hongyan Commercial Vehicle consegnati a partire dal 2015.                                         |
| CS/VP4 ATV                              |              | All-terrain vehicle           | Cina             |              | [ 49 ] |
| Toyota Land Cruiser                     |              | Automobile                    | Giappone         |              | [ 46 ] |
| Toyota Hilux                            |              | Automobile                    | Giappone         |              | [ 50 ] |
| Jeep CJ-8                               |              | Automobile                    | Stati Uniti      |              | [ 51 ] |
| BJ2022                                  |              | Automobile                    | Cina             |              | [ 50 ] |
| Autocarri                               |              |                               |                  |              | |
| Ural-375                                |              | Autocarro                     | Unione Sovietica |              | [ 41 ] |
| Ural-4320                               |              | Autocarro                     | Unione Sovietica |              | [ 52 ] |
| M35 2½ t 6x6                            |              | Autocarro                     | Stati Uniti      |              | [ 53 ] |
| Beiben 2629                             |              | Autocarro                     | Cina             |              | [ 48 ] |
| Iveco 90PM16                            |              | Autocarro                     | Italia           |              | Acquistati negli anni '80. |
| MAN 20.280D                             |              | Autocarro                     | Germania         |              | [ 53 ] |

### Missili
| Modello           | Immagine          | Tipo                       | Origine           | Note                                                                               |
| Missili anticarro | Missili anticarro | Missili anticarro          | Missili anticarro | Missili anticarro                                                                  |
| ----------------- | ----------------- | -------------------------- | ----------------- | ---------------------------------------------------------------------------------- |
| MAPATS            |                   | Missile a guida laser      | Israele           | Acquistati alla fine degli anni '80.                                               |
| 9M117 Bastion     |                   | Missile a guida laser      | Russia            | [ 55 ]                                                                             |
| 9M120 Ataka       |                   | Missile radioguidato       | Russia            | Utilizzato sui Mil Mi-35.                                                          |
| Missili antiaerei |                   |                            |                   |                                                                                    |
| S-300VM           |                   | Sistema SAM a lungo raggio | Russia            | 3 batterie consegnate a partire dal 2013.                                          |
| Buk-M2E           |                   | Sistema SAM a medio raggio | Russia            | 3 batterie consegnate tra il 2011 ed il 2014, cogestite con la Fanteria di Marina. |
| S-125 Pechora-2M  |                   | Sistema SAM a corto raggio | Unione Sovietica  | Consegnati a partire dal 2011. Circa 20 batterie in servizio nel 2023.             |
| RBS-70            |                   | MANPADS                    | Svezia            | [ 56 ]                                                                             |
| 9K338 Igla-S      |                   | MANPADS                    | Unione Sovietica  | [ 56 ]                                                                             |

### Mezzi Aerei
Sezione aggiornata annualmente in base al World Air Force di Flightglobal del corrente anno. Tale dossier non contempla UAV, aerei da trasporto VIP ed eventuali incidenti accorsi durante l'anno della sua pubblicazione. Modifiche giornaliere o mensili che potrebbero portare a discordanze nel tipo di modelli in servizio e nel loro numero rispetto a WAF, vengono apportate in base a siti specializzati, periodici mensili e bimestrali. Tali modifiche vengono apportate onde rendere quanto più aggiornata la tabella.
| Aeromobile                | Origine            | Tipo                        | Versione             | In servizio (2024) | Note | Immagine           |
| Aerei da trasporto        | Aerei da trasporto | Aerei da trasporto          | Aerei da trasporto   | Aerei da trasporto | Aerei da trasporto                                                                                              | Aerei da trasporto |
| ------------------------- | ------------------ | --------------------------- | -------------------- | ------------------ | --- | ------------------ |
| Beechcraft King Air       | Stati Uniti        | aereo da trasporto          | C90                  | 1                  | |                    |
| Beechcraft Super King Air | Stati Uniti        | aereo da trasporto          | B200B300             | 1                  | |                    |
| IAI Arava                 | Israele            | aereo da trasporto          | IAI-201IAI-202       | 41                 | |                    |
| PZL Mielec M28 Skytruck   | Polonia            | aereo da trasporto          | M28                  | 11                 | |                    |
| Cessna 206                | Stati Uniti        | aereo da collegamento       | U206G                | 1                  | |                    |
| Elicotteri                |                    |                             |                      |                    | |                    |
| Mil Mi-35                 | Russia             | elicottero d'attacco        | Mi-35M2 Caribe       | 9                  | 10 elicotteri ordinati nel 2005 e consegnati tra il 2006 e il 2008. Un esemplare è stato perso a febbraio 2019. |                    |
| Bell 412                  | Stati Uniti        | elicottero utility          | Bell 412EPBell 412SP | 9                  | |                    |
| Mil Mi-17                 | Russia             | elicottero da trasporto     | Mi-17V-5 Panare      | 15                 | 20 Mi-17V-5 acquistati nel 2005. Un esemplare è stato perso il 22 febbraio 2022.                                |                    |
| Mil Mi-26                 | Russia             | elicottero da trasporto     | Mi-26T2 Pemon        | 3                  | 3 acquistati nel 2005 e consegnati nel 2010.                                                                    |                    |
| Bell 206                  | Stati Uniti        | elicottero da addestramento | Bell 206BBell 206L   | 2                  | |                    |